# HAT-P-11
HAT-P-11は、はくちょう座の方向に約120光年離れた距離にある10等級の恒星である。太陽と比べ一回り小さいスペクトル分類K4V型のK型主系列星で、光度は太陽の4分の1程度である。2020年時点で、2個の太陽系外惑星が周囲を公転していることが知られている。

## 特徴
| 太陽 | HAT-P-11  |
| ---- | --------- |
| 太陽 | Exoplanet |

HAT-P-11はスペクトル型がK4Vに分類される橙色の恒星で、太陽と比べて小さく暗い天体である。質量は太陽の81%、半径は68%で、表面温度も太陽より1,000K低い。一方で、金属量は太陽の約2倍あり、重元素の豊富な恒星に分類される。恒星の進化モデルによると年齢は65億年と見積もられているが、これは大きな誤差（-59億年/+41億年）を含んだ値で、彩層の活動に基づいた推定では12.5億年とされている。
またHAT-P-11には、周期29.2日、振幅0.0062等級の小さな変光が発見されている。誤認の可能性を考慮して検証が行われたが、否定的な証拠は見つかっていない。変光が事実ならば恒星表面の黒点が自転に伴って見え隠れすることが原因と考えられている。さらに、HAT-P-11には恒星活動が活発な緯度が存在することが知られている。

## 惑星系

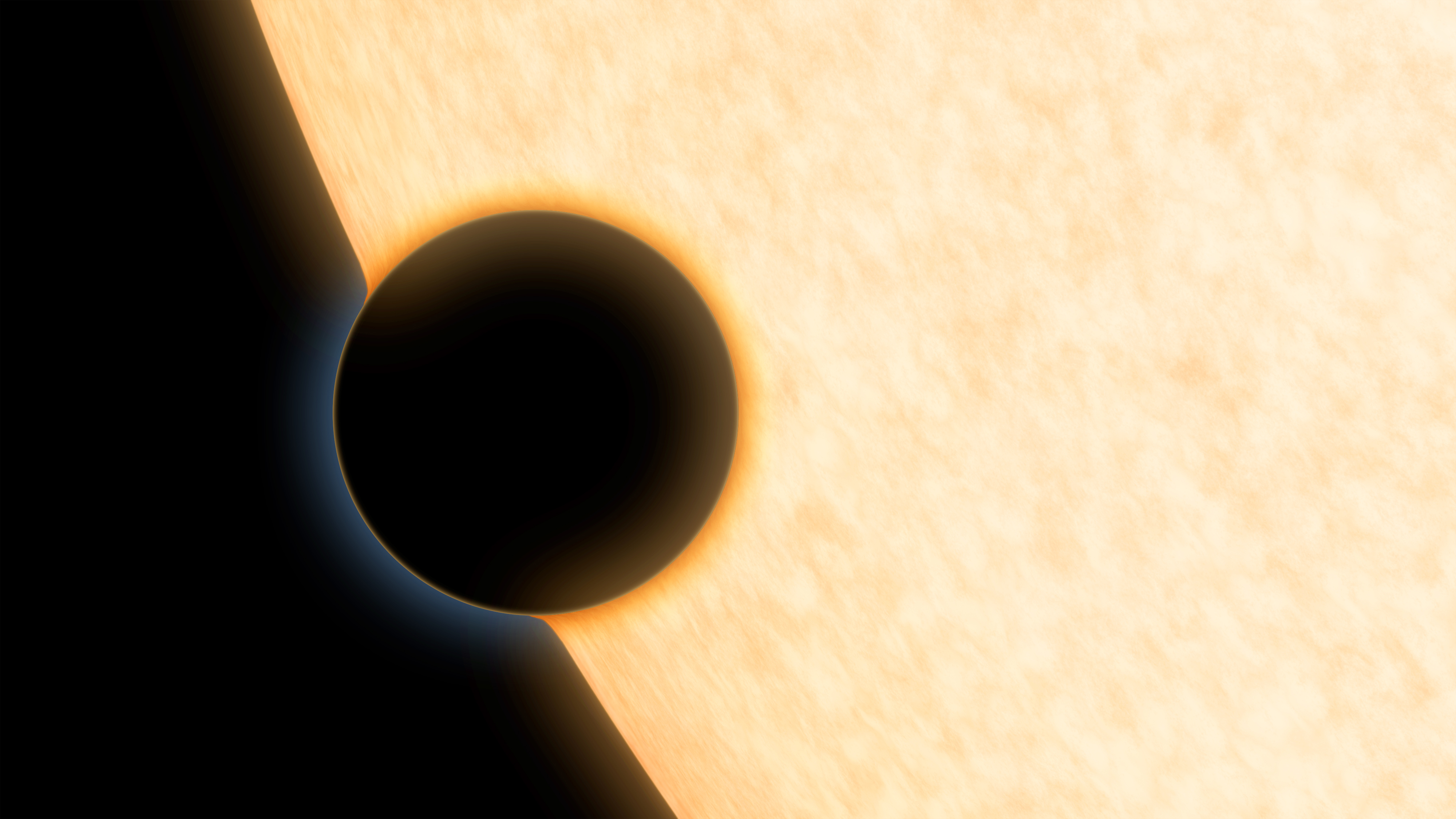
HAT-P-11の手前を通過するHAT-P-11bの想像図

2009年、トランジット法による太陽系外惑星の探査を行っていたHATネット計画によって、HAT-P-11を公転する惑星 HAT-P-11b が発見された。この惑星は恒星の至近距離を4.9日で周回する海王星に似た質量の天体で、食の減光の大きさから半径も海王星よりやや大きい程度であることが分かっている。HAT-P-11の発見当時、海王星質量の系外惑星は他にもいくつか知られていたが、そのような天体の食が観測され、半径が実測されたのはグリーゼ436bに続いて2例目だった。
HAT-P-11とその惑星系は太陽系外惑星の探索を行っていたケプラー宇宙望遠鏡の観測視野内に存在しており、ケプラーミッションでの命名規則に基づいてHAT-P-11にはケプラー3、HAT-P-11bにはケプラー3bという別名が与えられている。
2018年、HAT-P-11を公転する第2の惑星 HAT-P-11c が存在することが確認された。HAT-P-11bとは異なり、ドップラー分光法（視線速度法）で発見されたため、惑星の物理的特性は下限質量しか知られていない。HAT-P-11cは離心率0.601という大きく歪んだ楕円軌道を公転しており、近点では1.67 auまで接近し、遠点では6.61 auまで遠ざかる。
| 名称 （恒星に近い順） | 質量                | 軌道長半径 （天文単位）  | 公転周期 (日)                        | 軌道離心率         | 軌道傾斜角        | 半径           |
| --------------------- | ------------------- | ------------------------ | ------------------------------------ | ------------------ | ----------------- | -------------- |
| b                     | 23.4 ± 1.5 M⊕       | 0.05254+0.00064 −0.00066 | 4.887802443+0.000000034 −0.000000030 | 0.218+0.034 −0.031 | 89.05+0.15 −0.09° | 4.36 ± 0.06 R⊕ |
| c                     | ≥1.60+0.09 −0.08 MJ | 4.13+0.29 −0.16          | 3407+360 −190                        | 0.601+0.032 −0.031 | —                 | —              |